# Christmas Leroy
Christmas Leroy is een Belgisch bier van hoge gisting.
Het bier wordt gebrouwen in Brouwerij Van Eecke te Watou.
Het is een donker roodbruin kerstbier met een alcoholpercentage van 7,5% (15,1°Plato).